# Monteforte Cilento
Monteforte Cilento község (comune) Olaszország Campania régiójában, Salerno megyében.

## Fekvése
A megye központi részén fekszik. Határai: Cicerale, Felitto, Magliano Vetere, Orria, Perito, Roccadaspide és Trentinara.

## Története
Első említése 963-ból származik. A következő századokban nemesi birtok volt. A 19. században nyerte el önállóságát, amikor a Nápolyi Királyságban felszámolták a feudalizmust.

## Népessége
A népesség számának alakulása:

## Főbb látnivalói
- Palazzo Baronale
- Palazzo Gorga
- Palazzo Cartolano
- Palazzo Forte
- Santa Maria Assunta-templom
- San Pietro-templom